# Rezolucija Vijeća sigurnosti UN-a 1112
Rezolucijom Vijeća sigurnosti UN-a , jednoglasno usvojenom 12. lipnja 1997. godine, nakon pozivanja na 1031 (1995.) i 1088 (1996.), Vijeće je odobrilo imenovanje Carlosa Westendorpa za visokog predstavnika za Bosnu i Hercegovinu.
Podsjećajući na Daytonski sporazum, Vijeće je izrazilo poštovanje za rad Carla Bildta kao visokog predstavnika i složilo se da ga naslijedi Carlos Westendorp. Ponovno je potvrđena uloga visokog predstavnika u praćenju provedbe Daytonskog sporazuma i koordinaciji aktivnosti civilnih organizacija i agencija koje rade na provedbi Sporazuma. Konačno, također je ponovno potvrdila ulogu visokog predstavnika kao konačnog autoriteta u pogledu tumačenja Aneksa 10 o civilnoj provedbi Mirovnog sporazuma.

## Vanjske poveznice
| Wikizvor | Engleski Wikizvor ima izvorni tekst na temu: United Nations Security Council Resolution 1112 |

- Text of the Resolution at undocs.org